# آتیلا آبراهام
آتیلا آبراهام (مجاری: Ábrahám Attila؛ زادهٔ ۲۹ آوریل ۱۹۶۷) قایقران کایاک اهل مجارستان بود.